# Уперед (фільм)
«Упере́д» (англ. Onward) — американський мультфільм у жанрі міського фентезі виробництва студії «Pixar». Режисером стрічки виступив Ден Скенлон. Головні ролі озвучують Том Холланд і Кріс Пратт. Картина вийшла у прокат 6 березня 2020 року. Попри схвальні відгуки, касові збори не окупили виробництво фільму через масове закриття кінотеатрів, обумовлене пандемією коронавірусу.

## Сюжет
Дія фільму розгортається в чарівному світі, населеному ельфами, тролями, кентаврами й іншими істотами. Колись їх світ переповнювала магія, але з часом все стало інакше, і тепер істоти живуть звичайним життям. Мама двох братів-ельфів Ієна і Барлі Стрімкунів дала їм чарівний посох, який їхній тато-бухгалтер перед своїм зникненням заповів їм, коли обом братам виповниться 16. За допомогою чарівного каменя в цьому посоху брати зможуть повернути свого батька на одну добу. В результаті вдалося повернути тільки нижню частину його тіла, і брати вирушають в подорож незвичайними місцями, щоб вдосталь насолодитися одним днем з татом. І в цій пригоді вони також з'ясують, куди поділася магія з їх світу.

## Ролі озвучують
- Том Голланд[2] — Ієн Стрімкун
- Кріс Пратт — Барлі Стрімкун
- Джулія Луї-Дрейфус — Лорел Стрімкун
- Октавія Спенсер — Мантикора
- Мел Родрігес — Кольт Бронко
- Кайл Борнгеймер — Вілден Стрімкун
- Ліна Вейт — Офіцер Спектер
- Алі Вонґ — Офіцер Ґор
- Трейсі Ульман — Кропля
- Ґрей Деліль — Ґреклін
- Вілмер Вальдеррама — Ґекстон
- Джордж Псаррас — Офіцер Авель
- Джон Ратценбергер — Робітник Фенфік

## Український дубляж
- Руслан Драпалюк — Ієн Стрімкун
- Володимир Заєць — Барлі Стрімкун
- Олена Узлюк — Лорел Стрімкун
- Катерина Кістень — Мантикора
- Кирило Нікітенко — Кольт Бронко
- Михайло Войчук — Вілден Стрімкун
- Тамара Антропова — Офіцер Спектер
- Людмила Петриченко — Офіцер Ґор
- Тетяна Піроженко — Кропля
- Юлія Максименко — Ґреклін
- Дмитро Вікулов — Ґекстон
- В'ячеслав Дудко — Офіцер Авель
- В'ячеслав Дудко — Робітник Фенфік
- Євгеній Білозеров — Ґурдж
- Ганна Гресь — Садалія
  - А також: Наталя Надірадзе, Валентин Музиченко, Віталій Ізмалков, Ігор Іванов, Олена Борозенець, Ганна Соболєва, Сергій Солопай, Марина Веремійчук, Єгор Скороходько, Дмитро Павленко, Вероніка Щекал, Ксенія Лук'яненко, Олександр Чернов та інші.

Фільм дубльовано студією «Le Doyen» на замовлення компанії «Disney Character Voices International» у 2020 році.
- Мікс-студія — Shepperton International
- Режисер дубляжу і музичний керівник — Павло Скороходько
- Перекладач тексту і пісень — Анна Пащенко
- Творчі консультанти — Magdalena Dziemidowicz, Aleksandra Janikowska

Пісні:
 «Бам-барабам-бам» виконує — Володимир Заєць.
 «Святковий квест» виконують — Павло Скороходько, Марина Веремійчук, Ганна Соболєва.
 «Похід виконує — Володимир Заєць

## Створення
У липні 2017 року студія Pixar анонсувала проєкт у жанрі міського фентезі на виставці D23 Expo. Режисер зізнавався, що при створенні мультфільму він надихався смертю свого батька і відносинами з його братом в дитинстві. У грудні наступного року було розкрито назву майбутнього мультфільму, а також було підтверджено участь К. С. Андерсона в якості співсценариста. В ролі композиторів стрічки були запрошені Майкл і Джефф Данна. Раніше дует писав саундтрек до іншого проєкту Pixar — «Добрий динозавр».

## Прокат
«Вперед» вийшов в прокат в Україні 5 березня 2020 року, в США — 6 березня.

### Маркетинг
30 травня 2019 року перший тизер-трейлер з'явився під час трансляції фіналу НБА 2019 на каналі ABC.